# براهما
براهما أو براهم (بالإنجليزية: Brahma، بالسنسكريتية: ब्रह्मा) هو إله الخلق في الهندوسية. ومُوجد الكون وروحُهُ العليا وجوهرُهُ. يُعرف بـ «الخالق». وهو المَعْبُود الأَعْلَى في الثَّالوث الهندوسي، الذي يتألَّف من «براهما»: (الخالق) و«فشنو»: (الحافظ) و«شيفا»: (المُغْنِي).
واعتقد الفلاسفة الهندوس أنَّ براهما هو الحقيقة المطلقة الوحيدة. وهو الخالق في معتقد الهندوس، وهو مانح الحياة، وسيد الآلهة، وهو مصدر جميع الأفعال، وينسبون إليه الشمس التي تقوم بسببها الحياة في النبات والحيوان، ويؤمن الهندوس بأنه خالق الكون. كما أن براهما هو الشكل التكويني، وأتمان هو الشكل النفساني.
وهو الرب الخالق، يعتبر العضو الأول في التريمورتي، أي ثالوث الألهة، والاثنان الآخران هما فشنو وشيفا. ولد من النارايانا، البيضة الأولى. ويرسم بأربعة أوجه وأربعة أذرع (تمثل الفيدات الأربع) ويجلس على عرش من اللوتس. وقيل إنه ولد من بيضة ذهبية ثم استدار وخلق الأرض وجميع الأشياء، وقيل إنه ظهر من زهرة اللوتس (Lotus) التي خرجت من سرة فشنو.
ويرى صاحب المعجم الفلسفي أن النطق الصحيح لبراهمان هو «برامون» BRAMUN وهو الله خالق الكون، والأول في الثالوث الهندوسي المكون من براهما - يشنو - سيفا. وميتافيزيقيا يمكن القول بأن هذا الثالوث يشكل المبادئ الثلاثة: الخلق - الحفظ - الفناء. ويصور براهما في تماثيله وله أربعة وجوه حتى يمكنه النظر في كافة الاتجاهات في آن واحد. وكهنة براهما يقال لهم البراهمة.
كما يقول حنا عبود أنه "في الميثولوجيا الهندوسية هو عضو في الثالوث، أو التريمورتي Trimurti، للأرباب الكبار (براهما وفشنو Vishnu وشيفا Shiva). وكان ربا صغيرا في الزمن الفيدي. في العصور المتأخرة صار رمزا کرب فائق أبدي يسود جوهره الكون (براهمان). زوجته هي ساراسفاتي ربة الحكمة والتعليم (وحسب بعض الروايات تعتبر مخترعة اللغة السنسكريتية). ويرسم براهما عادة وهو يظهر من زهرة اللوتس التي تنمو في صرة فشنو النائم. وعندما انبثق خلق الكثير من العوالم التي يعتبر هذا العالم واحدا منها. ويظهر عادة بأربعة رؤوس وأربع أذرع. وشعاره ووسيلة تنقله الإوزة، رمز المبدأ الخلاق. بعد ظهور فشنو وشیفا تضاءلت أهميته وتراجعت عبادته.
ويرى الماجدي أنه إله الصلاة (براهما) المنزه الأزلي الذي لا حد له ولا شکل لأنه إله معنوي وليس ماديا.
كما يري بعض الباحثين ومنهم الماجدي بأن برهاما هو نفسه النبي ابراهيم الذي تنتسب له الاديان الابراهيمية نظرا لتشابه اسمه واسم زوجته ساراسواتي مع ابراهيم وزوجته سارة المذكورين في التوراة والقرآن.

 كما هناك نهر مؤله يٌسمي "ساراسواتي" ذكر لأول مرة في ريجفيدا، ولاحقًا في النصوص الفيدية وما بعد الفيدية. لقد لعبت دورًا مهمًا في الديانة الفيدية، وهناك نهر متقطع في الهند وباكستان يتدفق فقط خلال موسم الرياح الموسمية يٌسمي "غاغار-هاكرا" والذي يُشير لهاجر المصرية جارية سارة زوجة إبراهيم. اقترح علماء القرن التاسع عشر وأوائل القرن العشرين، وكذلك بعض المؤلفين الأحدث، أن نهر غاغار-هاكرا من البقايا البائدة لنهر ساراسواتي، تعترض روميلا ثابار التعريف بأنه "مثير للجدل" وترفضه، مشيرة إلى أن أوصاف ساراسفاتي التي تتدفق عبر "الجبال العالية" لا تتوافق مع مسار غجار وتشير إلى أن ساراسواتي هو هاراكسواتي في أفغانستان والذي يُعرف أيضًا باسم نهر هلمند. ويقترح ويلك أن التحديد يمثل مشكلة نظرًا لأن نهر غاغار-هاكرا كان قد جف بالفعل في وقت تكوين الفيدا.

## الأسطورة والمفهوم

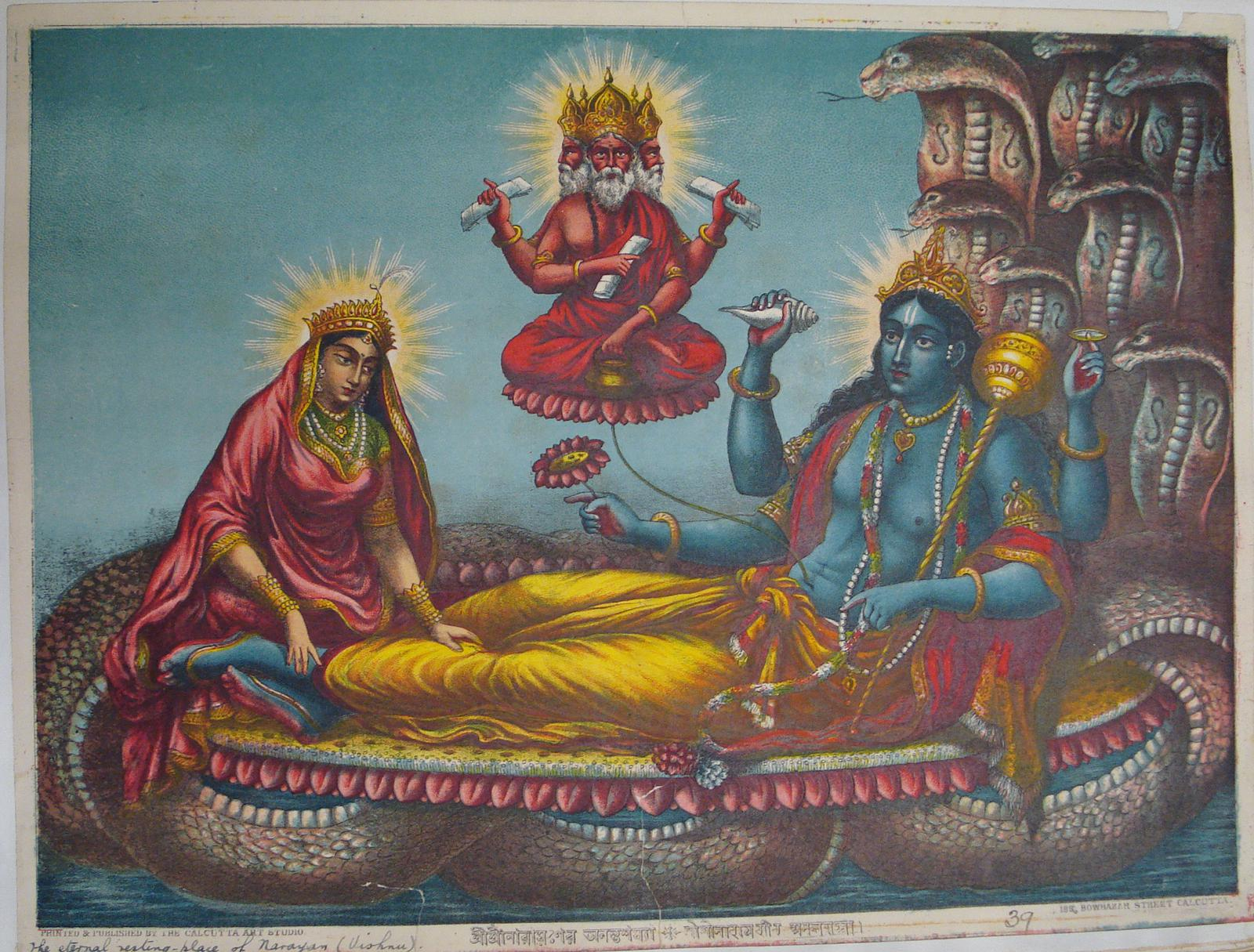
يرتكز فيشنو على الثعبان أنانتا بينما يظهر براهما داخل زهرة لوتس تنبعث من سرة فيشنو؛ وهكذا ولد براهما وخلق الكون. يقع لاكشمي بالقرب من قدم فيشنو.

تقول الأسطورة إن براهما هو المادة الأساسية الموجودة منذ الأزل، وأنه خلق المياه الكونية ووضع فيها بذرة نمت وأصبحت بيضة ذهبية «هرانیا کاربها» وولد فيها، هو براهما، خالق الكون، وقد شكل براهما وفشنو (الباني)، وشيفا (المدمر) ثالوثًا إلهيا عظيما، وخسر براهما فيما بعد بعضا من مكانته. وقيل إن براهما جوهر العالم، ليس بذكر ولا بأنثى، إنه روح غير مشخص يحتوي كل شيء، ويكمن في كل شيء، ولا تدرکه الحواس.
وهو الخالق مانح الحياة، سيد الآلهة، خلقته السماء ويحارب الأعداء، وهو القوي القادر الذي تصدر عنه جميع الأفعال، وهو يمثل إله الخير، ويعتقد أنه خلق الكون على طريقته. فقد أخذ براهما يتأمل ويفكر طويلا فنشأ عن تفكيره هذا فكرة مخصبة، تطورت إلى بيضة ذهبية، ومن تلك البيضة ولد براهما، خالق كل شيء، فهو الخالق والمخلوق.
وتذهب الهندوسية الحالية إلى أن براهما هو أبو الآلهة، وهو منشیء الكون وحارس العالم، وإن كان الإله الخالق في الفيدا القديمة لا يذكر اسمه، وإنما يطلق عليه لقب، سید المخلوقات، أو، البيضة الذهبية، وكثيرا ما يصور براهما بأربعة رؤوس، وأربعة أيدى ولحية، وهو ينظر في جميع الاتجاهات، ونسجت حول أصله الكثير من القصص: فقد جاء في الملحمة الهندوسية المهابهارتا أن براهما خرج من سرة الإله فشنو. وفي نصوص أخرى أنه عاش على شكل بيضة لمدة ألف عام، ثم خرج منها، ولما كانت الأرض غارقة بالمياه فقد اتخذ شكل الخنزير البري (وفي كتابات هندوسية متأخرة أن الذي قام بهذا التحول وتجسد في هيئة خنزير بري هو الإله فشنو) وغاص تحت الماء ليرفع الأرض على نابيه، ثم باشر براهما بعد ذلك عملية الخلق. وقد كتب عنه الشاعر الأمریكي قصيدة شهيرة بعنوان براهما، أثارت الكثير من التسؤلات بين الناس حتى قال الشاعر لابنته: «قولي لهم أن يضعوا اسم يهوه بدلا من براهما».

### قصيدة براهما

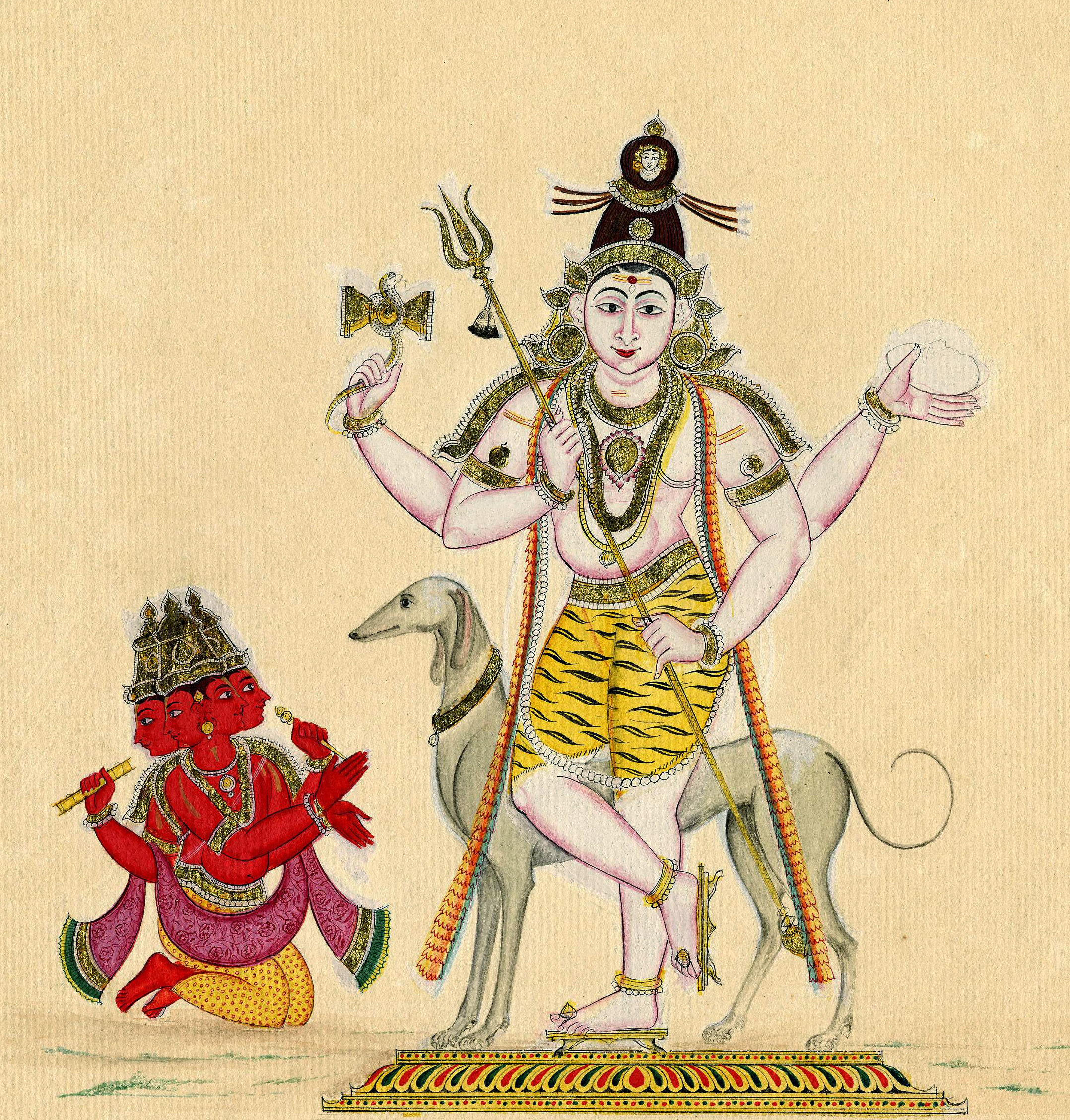
"لوحة سيفا في صورة بهايرافا.

«براهما» هي قصيدة لرالف والدو إمرسون، أديب وفيلسوف وشاعر أمريكي، كُتبت عام 1856. سميت باسم «براهمان» المبدأ العالمي.
إذا ظن القاتل المخضب بدماء قتيله أنه القاتل
أو إذا ظن القتيل أنه قتيل
فليس يدريان ما أصطنع من خفي الأساليب
فأحفظها لديَّ، ثم أنشرها، ثم أعيدها
البعيد والمنسيُّ هو إليَّ قريب
والظل والضوء عندي سواء
والآلهة الخفية تظهر لي
وشهوة الإنسان بخيره أو بشره عندي سواء
إنهم يخطئون الحساب مَن يخرجونني من الحساب
إنهم إذا طيروني عن نفوسهم فأنا الجناحان
إنهم إن شكوا في وجودي فأنا الشك والشاك معا
وأنا الترنيمة التي بها البراهمي يتغنى.
وهذه ترجمة أخرى لماجد الحيدر:
براهما
إنْ كانَ القاتلُ المضرّجُ يظنُّ أنه يَقتُلُ
أو كانَ الذبيحُ يظنُّ نفسَهُ ذبيحاً
فهما لا يُدركانِ الطرائقَ الماكرةَ التي
ألزَمُها وأهجرُها.. وأعرِّجُ عليها من جديدٍ.
***
البعيدُ والمنسيُّ مِنّي قريبانِ.
ضياءُ النهارِ والظلُّ عندي سِيان.
الآلهةُ الزائلةُ تَظهرُ بينَ يديَّ.
وسِيانٌ عندي العارُ والاشتهارُ.
***
من يذَرني يعدّوهُ مريضا.
حين يطيرونَ عنّي أصيرُ جناحاً.
أنا الشكُّ والشَكّاكُ.
وأنا الترنيمةُ التي يُنشِدُها البراهميُّ.
تتحرَّقُ الآلهةُ الجبّارةُ لسُكنايَ
وكذاكَ المدائنُ السبعُ دونَ جدوى.
أما أنتَ، يا مُحِبَّ الخيرِ القَنوعَ..
جِدني..وأَدِرْ ظَهرَكَ للسماء!

## خلق الكون
النظريات التخمينية تقترح أن الكون هو جزء من سلسلة أكوان ذرية من كون سابق وسلف لكون لاحق. هذه الفكرة تشبه الفلسفة الهندوسية القديمة عن الدورات الكونية العظمی: حيث يولد الكون من بيضة کونية تحت درع الإله براهما Brahma، ليرعى حياته ونشاطاته الإله فيشنو Vishnu، ثم يتم تدميره بيد الإله شيفا shiva. وبعدها يظهر كون جدید وهكذا. أو كبديل عن فكرة الدورة هناك الأنفاس العظيمة للإله براهما، فزفيره يخلق عالما، وشهيقه يسحبه إلى الداخل، ثم يزفر عالما جديدا وهكذا.
ويشرح كتاب (منافادارا فاساسترا) أي (قوانین مانو) كيفية خلق الكون والآلهة والبشر، وهذه خلاصة ما ذكره: كان الكون يسوده ظلام وسكون يصعب تصوره ووصفه، من هذا الكون الشواش ظهر براهما ووضع الحياة في الماء لتكون بيضة لامعة لمعان الذهب وبقي فيها براهما الذکر سنة براهمية (وهي بمليارات السنين الأرضية) ثم قسم البيضة إلى سماء وأرض وبينهما الجو وخلق الطبيعة والأشجار والإنسان وأعطاه الشعور وعلمه القرابين، وكان براهما نصفه ذکر ونصفه أنثى أي يسمى (فيراج) فظهر منه مانو الذي ظهر منه المانو السبعة، وهؤلاء وضعوا القوانين والدين وخلق الكشاش وهم آلهة الثروة من الشياطين وخلق جراندهافاس وهم موسيقيو السماء والأسباراس وهم حور السماء.
براهما الذي يمثل القوة النشيطة للكائن المجرد يعيش ويعمل في الكون حيث تمت تسميته بالأب والجد والمنتج. ولا يجب علينا أبدا ترجمة أي اسم من بين هذه الأسماء بالخالق لأن فكرة الخلق ما زالت غير موجودة في اللغة السنسكريتية. وبواسطة الفيض يحدث براهما الكون مثلما يحدث الأب ابنا. وبقانون شبيه كليا بالقانون الذي يطلق عليه الإسكندريون قانون الرجوع ينتزع براهما إليه الكائنات محطما أشكالها المتغيرة. ويعبر الأدب البراهمي عن هذا القانون المزدوج في صورة يقظة براهما ونومه.

## الوجوه الأربعة

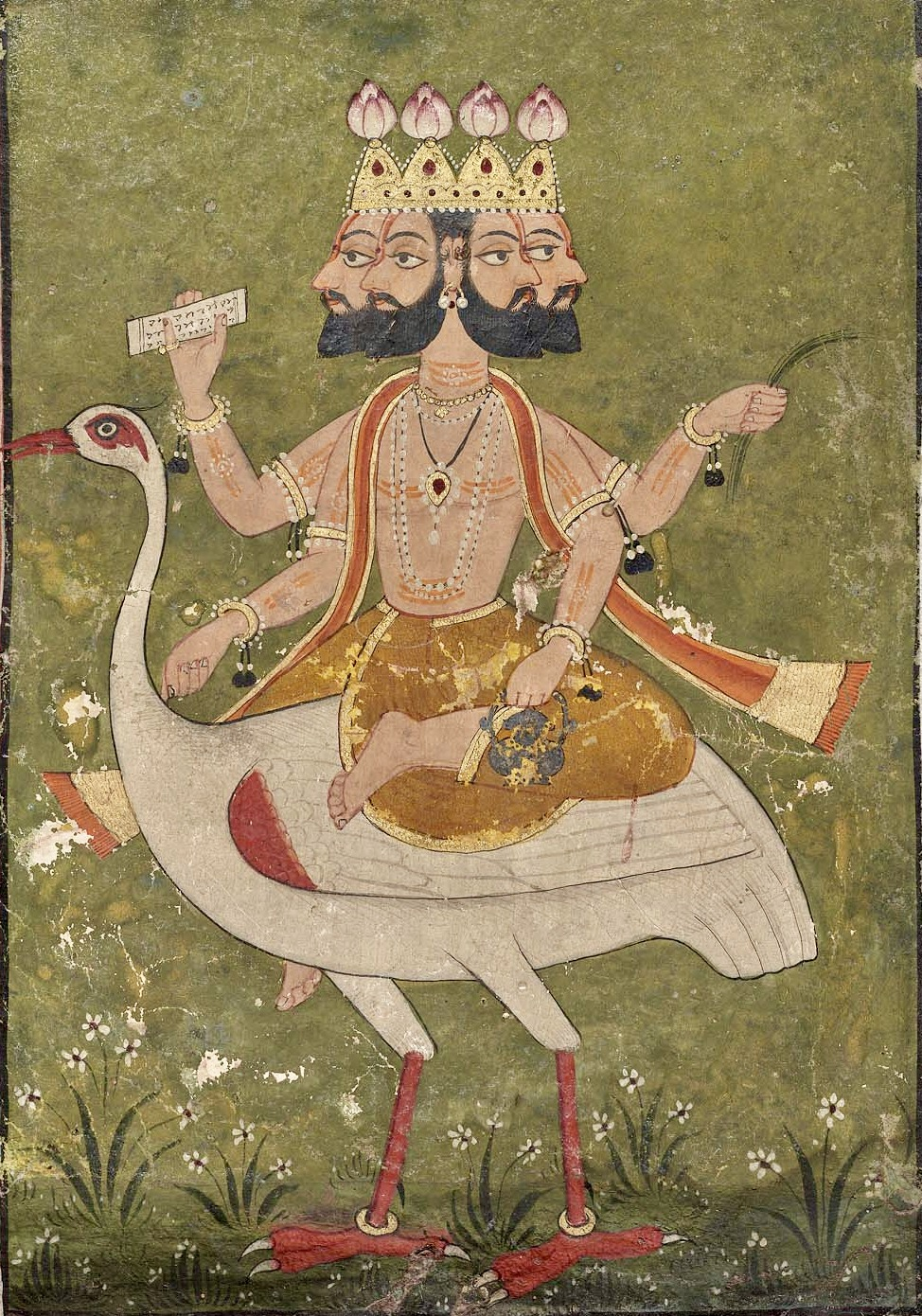
براهما ذو الوجوه الأربعة، الهند، حوالي 1700.

(براهما) الجديد.. هذا البراهما كان له أربعة وجوه، ولعل المقصود بهذه الوجوه الأربعة عناصر الوجود: الماء والنار والهواء والتراب، أو الجهات الأربع: الشمال والجنوب والشرق والغرب، أو الأبعاد الأربعة: الطول والعرض والارتفاع والزمان.. أي الوجوه التي تمثل السيطرة الكاملة على الكون، ولهذا جعلوا له أربع أذرع لتكتمل له القدرة، إذ هو سيد الآلهة المعترف له بتلك السيادة، وعدم الميل إلى الهوى، (على الرغم من أنه مهمل في شعائر العبادة إهمال الملك الدستوري في أوروبا الحديثة)، كما يقول ول ديورانت.
ويرسم [براهما] بأربعة أوجه وأربعة أذرعه (تمثل الفيدات الأربع) ويجلس على عرش من اللوتس.

## براهما كعقيدة
يقول (براهما Brahma): «أنا أقوى من السماء، وأعظم من الأرض، وأرفع من كل الأجرام، أنا الكل في الكل، أفعل ما أريد وأخلق كل ما يخطر لي، أنا جوهر العالم الواحد الشامل، لست بالذكر ولا بالأنثى إنما أنا روح غير مشخص في صفاته، أحتوي كل شيء، وأكمن في كل شيء، لا تدركني الحواس، لأني أنا حقيقة الحقيقة أنا (براهما)».
كما يظهر فيها التثليث (Tree moorthy)"، ويتمثل بالرب خالق الوجود (براهما)، الذي عندما أراد الخلق تحول إلى صفة الفعل وصار شخصا ذكراً هو (براهما الخالق)، الذي يمثل مبادئ التكوين، وهو الأب الذي خلق كل شي، ولمَّا أراد الحفاظ على خلقه انقلب إلى (فشنو Vishno) الإله الحافظ الذي يمثل مبادئ الحماية والحفظ، وهو الابن ذو الصفة اللاهوتية الناسوتية، ولما كان لابد الفناء لبعض خلقه، لذا انقلب إلى الصفة المهلكة الفائية القابضة المعيدة!.. فكان (براهما هو شیفا) و (شیفا هو أيضا کرشنا Krishna) الرب المخلص وهو (الروح) العظيم المنبثق من (فشنو).
يقول (ألن Allen) في كتابه (تاریخ الهند قديما وحديثا): يقول البراهميون في كتبهم الدينية: «إن أحد الأتقياء واسمه (أغنيس Agnys)، رأى أنه من الواجب أن تكون العبادة لإله واحد، فتوسل بـ (براهما) و (فشنو) و (شیفا) قائلا يا أيها الأرباب الثلاثة! اعلموا أني أعترف بوجود إله واحد، فأخبروني أيكم الإله الحقيقي لأقرب له نذري وصلاتي؟ فظهرت الآلهة الثلاثة، وقالوا له: اعلم أيها العابد أنه لا يوجد فرق حقيقي بيننا، وأما ما تراه من ثلاثة، فما هو إلا الشبه أو الشكل والكائن الواحد الظاهر هو واحد بالذات، ثلاثة بالصورة».
وقال (فابر Faber) في كتابه (أصل عبادة الأوثان Origin of heathen idolatry): كما وجدنا ثالوثا مؤلفا من (براهما وفشنو وشیفا)، من يعبد أحدها كأنما عبدها كلها، وجاء في الـ (غيدا)، أن (کرشنا) قال: «لم يأت زمان لم أكن فيه موجوداً، أنا صنعت كل شيء، أنا الباقي الأبدي والمبدئ والكائن قبل كل شيء، أنا الحاكم القوي على الكون، أنا أول ووسط وآخر كل شيء».
كما آمن الهندوس (بالإضافة إلى آلهة التثليث)، بوجود آلهة أخرى كثيرة أقل مرتبة، مثل إله الأرض، وإله المطر، وإله الحرب... إلخ، وكانوا يعبدون ما يحبونه وما يخافون، وينكرون يوم القيامة، ويقولون: إن الجزاء يكون في الدنيا.
وتقول شرائع (مینو Mino): إنه لصالح العالم خلق (براهما الأعظم) الناس في اربع طبقات تسمى  (تشادورفارني (الرباعي اللون أو طبقات اللون) Chadurvarni) على أساس اللون، وهي صفة تنتقل إلى الأحفاد، ولا يمكن الخروج من الطبقة مهما كان السبب وهي:
- طبقة (البراهمان Brahman): وهم رجال الدين (الكهنة) خلقهم (براهما) من رأسه وفمه، وهم خلاصة البشر، عملهم العبادة وقراءة الكتب المقدسة، والعمل اليدوي لا يليق بمكانتهما. والبراهمي مغفور ذنبه مهما فعل، وعقوبته لا تتجاوز حلق شعر رأسه حينما تكون عقوبة غيره القتل.
- طبقة (الكاشتريا Kashthirya): وهي طبقة الجند المحاربين، خلقهم براهما من منكبيه ويديه، يسمح لهم بقراءة الكتب المقدسة.
- طبقة (الويشيا Vysya): وهي طبقة المزارعين والتجار وأصحاب الحرف، خلقهم (براهما) من ركبتيه وفخذيه وعليهم إطعام كل المخلوقات.
- طبقة (الشودرا Shoodra): وهي طبقة الخدم، خلقهم (براهما) من قدميه لتقوم بالخدمة فقط.

وكل ما تبقى ينضم إلى طبقة المنبوذين، ومنهم الهنود الأصليون الذين ليس فيهم الدم الآري، لكن أخيرا تحسنت أوضاعهم خوفا من دخولهم في عقائد أخرى، وأثرت الحضارة تأثيرا إيجابيا على كافة الطبقات فخفت حدة الفوارق الطبقات، خاصة في مجتمعات المدن الكبيرة.

## شجرة براهما
|                                   |                                   |                                   |                                   |                                   |                                   |  |  |                                    |                                    |                                    |                                    |                                    |                                    | براهما (الواحد، إله الآلهة، الله، الخالق) ساراسواتي (جايتري) (إلهة الفنون والمعارف) |  |  |  |  |  |  |  |  |  |  |  |  |  |                      |                      |                                    |                                    |                                    |                                    |                                    |                                    |                 |                 |                 |                 |                 |                 |  |  |                 |                 |                 |                 |                 |                 |  |  |  |  |  |  |  |  |  |  |
|                                   |                                   |                                   |                                   |                                   |                                   |  |  |                                    |                                    |                                    |                                    |                                    |                                    |                                                                                     |  |  |  |  |  |  |  |  |  |  |  |  |  |                      |                      |                                    |                                    |                                    |                                    |                                    |                                    |                 |                 |                 |                 |                 |                 |  |  |                 |                 |                 |                 |                 |                 |  |  |  |  |  |  |  |  |  |  |
|                                   |                                   |                                   |                                   |                                   |                                   |  |  |                                    |                                    |                                    |                                    |                                    |                                    |                                                                                     |  |  |  |  |  |  |  |  |  |  |  |  |  |                      |                      |                                    |                                    |                                    |                                    |                                    |                                    |                 |                 |                 |                 |                 |                 |  |  |                 |                 |                 |                 |                 |                 |  |  |  |  |  |  |  |  |  |  |
| شيفا + برافاتي (المدمر) - (القوة) | شيفا + برافاتي (المدمر) - (القوة) | شيفا + برافاتي (المدمر) - (القوة) | شيفا + برافاتي (المدمر) - (القوة) | شيفا + برافاتي (المدمر) - (القوة) | شيفا + برافاتي (المدمر) - (القوة) |  |  |                                    |                                    |                                    |                                    |                                    |                                    |                                                                                     |  |  |  |  |  |  |  |  |  |  |  |  |  |                      |                      | فشنو + لاكشيما (الحافظ) - (الجودة) | فشنو + لاكشيما (الحافظ) - (الجودة) | فشنو + لاكشيما (الحافظ) - (الجودة) | فشنو + لاكشيما (الحافظ) - (الجودة) | فشنو + لاكشيما (الحافظ) - (الجودة) | فشنو + لاكشيما (الحافظ) - (الجودة) |                 |                 |                 |                 |                 |                 |  |  |                 |                 |                 |                 |                 |                 |  |  |  |  |  |  |  |  |  |  |
| شيفا + برافاتي (المدمر) - (القوة) | شيفا + برافاتي (المدمر) - (القوة) | شيفا + برافاتي (المدمر) - (القوة) | شيفا + برافاتي (المدمر) - (القوة) | شيفا + برافاتي (المدمر) - (القوة) | شيفا + برافاتي (المدمر) - (القوة) |  |  |                                    |                                    |                                    |                                    |                                    |                                    |                                                                                     |  |  |  |  |  |  |  |  |  |  |  |  |  |                      |                      | فشنو + لاكشيما (الحافظ) - (الجودة) | فشنو + لاكشيما (الحافظ) - (الجودة) | فشنو + لاكشيما (الحافظ) - (الجودة) | فشنو + لاكشيما (الحافظ) - (الجودة) | فشنو + لاكشيما (الحافظ) - (الجودة) | فشنو + لاكشيما (الحافظ) - (الجودة) |                 |                 |                 |                 |                 |                 |  |  |                 |                 |                 |                 |                 |                 |  |  |  |  |  |  |  |  |  |  |
|                                   |                                   |                                   |                                   |                                   |                                   |  |  |                                    |                                    |                                    |                                    |                                    |                                    |                                                                                     |  |  |  |  |  |  |  |  |  |  |  |  |  |                      |                      |                                    |                                    |                                    |                                    |                                    |                                    |                 |                 |                 |                 |                 |                 |  |  |                 |                 |                 |                 |                 |                 |  |  |  |  |  |  |  |  |  |  |
| راما (البطل النموذجي)             | راما (البطل النموذجي)             | راما (البطل النموذجي)             | راما (البطل النموذجي)             | راما (البطل النموذجي)             | راما (البطل النموذجي)             |  |  | كريشنا (الماء الصافي) (تجسيد فشنو) | كريشنا (الماء الصافي) (تجسيد فشنو) | كريشنا (الماء الصافي) (تجسيد فشنو) | كريشنا (الماء الصافي) (تجسيد فشنو) | كريشنا (الماء الصافي) (تجسيد فشنو) | كريشنا (الماء الصافي) (تجسيد فشنو) |                                                                                     |  |  |  |  |  |  |  |  |  |  |  |  |  | كالي (دورجا) (الموت) | كالي (دورجا) (الموت) | كالي (دورجا) (الموت)               | كالي (دورجا) (الموت)               | كالي (دورجا) (الموت)               | كالي (دورجا) (الموت)               |                                    |                                    | غانيشا (الدمار) | غانيشا (الدمار) | غانيشا (الدمار) | غانيشا (الدمار) | غانيشا (الدمار) | غانيشا (الدمار) |  |  | إندرا (العواصف) | إندرا (العواصف) | إندرا (العواصف) | إندرا (العواصف) | إندرا (العواصف) | إندرا (العواصف) |  |  |  |  |  |  |  |  |  |  |
| راما (البطل النموذجي)             | راما (البطل النموذجي)             | راما (البطل النموذجي)             | راما (البطل النموذجي)             | راما (البطل النموذجي)             | راما (البطل النموذجي)             |  |  | كريشنا (الماء الصافي) (تجسيد فشنو) | كريشنا (الماء الصافي) (تجسيد فشنو) | كريشنا (الماء الصافي) (تجسيد فشنو) | كريشنا (الماء الصافي) (تجسيد فشنو) | كريشنا (الماء الصافي) (تجسيد فشنو) | كريشنا (الماء الصافي) (تجسيد فشنو) |                                                                                     |  |  |  |  |  |  |  |  |  |  |  |  |  | كالي (دورجا) (الموت) | كالي (دورجا) (الموت) | كالي (دورجا) (الموت)               | كالي (دورجا) (الموت)               | كالي (دورجا) (الموت)               | كالي (دورجا) (الموت)               |                                    |                                    | غانيشا (الدمار) | غانيشا (الدمار) | غانيشا (الدمار) | غانيشا (الدمار) | غانيشا (الدمار) | غانيشا (الدمار) |  |  | إندرا (العواصف) | إندرا (العواصف) | إندرا (العواصف) | إندرا (العواصف) | إندرا (العواصف) | إندرا (العواصف) |  |  |  |  |  |  |  |  |  |  |
| هانومان (القرد خادم راما)         |                                   |                                   |                                   |                                   |                                   |  |  |                                    |                                    |                                    |                                    |                                    |                                    |                                                                                     |  |  |  |  |  |  |  |  |  |  |  |  |  |                      |                      |                                    |                                    |                                    |                                    |                                    |                                    |                 |                 |                 |                 |                 |                 |  |  |                 |                 |                 |                 |                 |                 |  |  |  |  |  |  |  |  |  |  |